# ながの情報
ながの情報（ながのじょうほう）は、カシヨ株式会社が発行する長野県長野市周辺を対象にした月刊のタウン情報誌である。

## 概要
長野市周辺を対象としたタウン情報誌として1970年代から続いている。有料誌として創刊されたが2004年11月に終了し、2005年6月よりフリーペーパーとして復活した。紙媒体だけでなく、電子化されており、オンラインで閲覧が可能。創刊日は「タウン情報の日」に制定されている。

## 歴史
- 1972年（昭和47年）11月14日「ながの情報」0号を発行。[2]
- 1973年（昭和48年）1月29日　創刊号を発行。[2]
- 2004年（平成16年）12月号をもって有料版「ながの情報」を終了。[2]
- 2005年（平成17年）6月15日　フリーペーパーの「ながの情報FREE」発刊。[2]
- 2017年（平成29年）4月号から、「ながの情報NEXT」として紙面をリニューアル。[2]